# Dicranomyia (Dicranomyia) masafuerae
Dicranomyia (Dicranomyia) masafuerae is een tweevleugelige uit de familie steltmuggen (Limoniidae). De soort komt voor in het Neotropisch gebied.